# South Barrule
Le South Barrule (Baarool Jiass en mannois) est une colline située au sud de l'île de Man, dans la paroisse de Malew. On peut voir à son sommet les restes de fortifications remontant à la fin de l'âge du bronze ou au début de l'âge du fer (-500 environ).
Selon la tradition, sur la pente sud du South Barrule vivent une multitude de fées.
C'est sur le sommet de cette colline, aussi, que le légendaire Manannan Mac Lir aurait acquis sa force, forgé sa magie, caché son royaume dans le brouillard, situé en un lieu d'où il pouvait surveiller la venue de navires ennemis. Ces légendes ont été favorisées par l'existence des ruines au sommet du South Barrule, vestiges dont on a longtemps ignoré l'origine.

## Toponymie
Le nom ancien du South Barrule est Warfell, déformé en Warfield. Ce nom, d'origine norroise, se disait, dans l'ancienne langue viking Vörðfjall (« Montagne du signal »). Le nom Barrule, lui, pose davantage de problèmes d'interprétations. Il pourrait dériver du latin regulus. Ce terme désignerait l'abbé qui apporta en Écosse les reliques de saint André. Il était célèbre sur l'île de Man et le [South-]Barrule pourrait être le sommet (baare) du regulus (rule). Selon Arthur Moore, cet abbé se serait nommé Romuil (forme gaélique de Romulus), qui aurait donné Rowell ou Rowill en mannois, contracté en Roole. Baare-Roole aurait donc donné le nom Barrule.

## Géographie

### Topographie

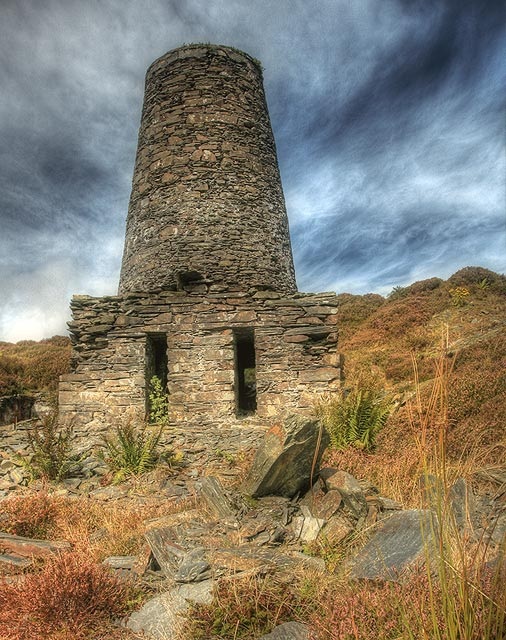
Moulin sur une pente du South Barrule.

Le South Barrule est, avec le North Barrule et le Snaefell, l'un des trois plus hauts sommets de l'île de Man. Il présente un aspect que certains qualifient de « royal » en raison de sa forme conique et des bruyères noires qui poussent sur ses pentes.

### Géologie
La forme géologique du South Barrule a donné naissance à l'expression Barrule Formation qui désigne une formation très homogène de lutite variant du gris-noir au gris-bleu, parfois noir. On retrouve ce type de roche sur l'île de Man, particulièrement sur la côte nord-est, mais également dans certaines falaises difficiles d'accès situées au sud-ouest. Le sol de la montagne est également riche en quartz.

## Histoire
Sur les pentes du mont, on a identifié au moins 70 petites maisons rondes celtiques, ce qui fait du South Barrule la colline fortifiée la plus impressionnante de l'île.

### Fortifications du South Barrule
Le sommet du South Barrule présente les vestiges de fortifications remontant probablement à la fin de l'âge du bronze ou au début de l'âge du fer, soit au VIe ou VIIe siècle av. J.-C.. Les fortifications préhistoriques que l'on trouve à son sommet indiquent que ce sommet avait jadis une valeur religieuse évidente. La surface enclose fait une superficie de 20 000 m2. En 1316, lors de l'invasion de l'île par Richard de Mandeville, les troupes mannoises refluent vers le sommet du South Barrule, ce qui tend à montrer que, jusqu'au Moyen Âge, ce site a constitué une place forte. Des éléments défensifs ont été retrouvés sur place, comme des assemblages de troncs taillés en pointe, appelés chevaux de frise, permettant de retarder une attaque massive vers le sommet. Des lignes entières ont été mises au jour. Ce système de défense ne semble se retrouver dans aucun autre site des îles Britanniques. Il ne convient toutefois pas de considérer que ce fort a fait l'objet d'une occupation permanente tout au long des siècles. Son altitude et sa déclivité n'en rendaient pas l'accès aisé. Le site pouvait toutefois accueillir une population conséquente. Son rempart intérieur contenait au moins 80 maisons circulaires dont on voit encore les fondations.

## Culture populaire

### Légendes sur le South Barrule

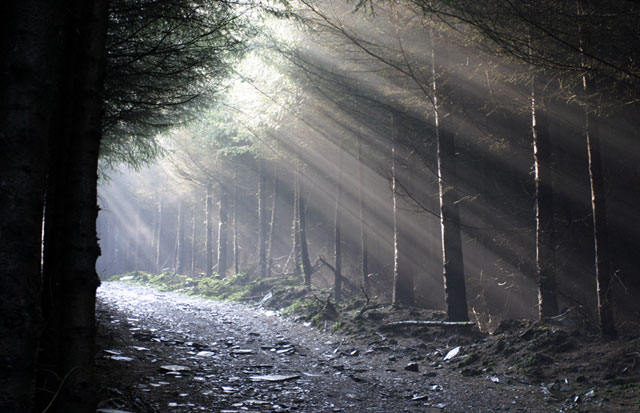
Bois au pied du South Barrule.

La légende prétend que sur les pentes de la montagne se trouvait le château dans lequel vivait le roi mannois Godred Crovan qui tua son épouse en jetant sur elle un bloc de granit. Un autre château illustre s'y dressait : celui du grand chasseur Kitter qui mourut au lieu aujourd'hui dénommé Kitterland, alors qu'il hâtait le pas pour rejoindre son château en flammes. Enfin, la pente septentrionale du South Barrule en direction du Sulby Glen abritait la demeure du satyre Phynnoddeeree.
George Waldron (1731) évoque un château enchanté au South Barrule, dont le seul fait de franchir le portail transformait les visiteurs en pierre. Cela causait tant de terreur aux habitants qu'au fil du temps, la région du South Barrule en vint à être désertée.
À Ballamodda, sur le piémont de la montagne, est évoquée l'existence de fées qui enlèvent les bébés dans les maisons.